# Muhammad Shamte Hamadi
Muhammad Shamte Hamadi (né le 7 janvier 1907 et mort après 1964) fut ministre en chef (en) de Zanzibar du 5 juin 1961 au 24 juin 1963 puis premier ministre de Zanzibar du 24 juin 1963 au 12 janvier 1964.